# 前田正宏
前田 正宏（まえだ まさひろ、1947年 - ）は、日本の元アマチュア野球選手（投手）。

## 経歴・人物
報徳学園高校では、2年生の時に1965年の夏の甲子園に出場したが、三池工業高校に敗れる。翌年の1966年の夏の甲子園に出場し、荒武康博とバッテリーを組む。準々決勝で平安高校の門野利治との投げ合いの末に完封勝利する。しかし、準決勝で春夏連覇を目指していた中京商の加藤英夫投手に抑えられ1-2で惜敗。
同年のドラフト会議で阪急ブレーブスから4位指名を受けたが、入団を拒否し、高校卒業後は中央大学に進学した。
大学では同期に杉田久雄、宇田東植、石渡茂がいた。
大学卒業後は、新日鉄広畑に就職し、社会人野球でプレーした後に、社業に戻った。